# ...nínio Máximo
[…]nínio Máximo (em latim: […]ninius Maximus) foi um oficial romano do século III, ativo no reinado dos imperadores Diocleciano (r. 284–305) e Maximiano. Seu prenome é conhecido apenas de forma fragmentada. Em 289, foi cônsul sufecto em junho.